# 10370 Hilónome
10370 Hilónome é um corpo menor do Sistema Solar. Ele pertence à classe dos centauros e foi descoberto pelo Observatório Mauna Kea em 27 de fevereiro de 1995. Observações com o Telescópio Espacial Spitzer estimam um diâmetro de 70 ± 20 km.